# Contea di Rutog
La contea di Rutog (日土县S) è una contea della Cina, situata nella Regione Autonoma del Tibet e amministrata dalla prefettura di Ngari.